# Ромашівське нафтове родовище
Ромашівське нафтове родовище — належить до Талалаївсько-Рибальського нафтогазоносного району Східного нафтогазоносного регіону України.

## Опис
Розташоване в Чернігівській області на відстані 6 км від смт Талалаївка. 
Входить до складу Великобубнівського структурного валу в межах північно-західної частини північної прибортової зони Дніпровсько-Донецької западини. Продуктивна структура — малоамплітудна брахіантикліналь північно-західного простягання, розміри по ізогіпсі — 3050 м 3,5х1,5 м — виявлена у відкладах нижн. карбону в 1976 р. У 1985 р. з верхньовізейських г.п. в інтервалі 3198-3227 м отримано фонтан нафти дебітом 158,3 м³/добу через штуцер 9 мм. Єдиний нафт.
Поклад пластовий, склепінчастий. Колектори — пісковики. Режим покладу — спочатку пружний, потім з проявом розчиненого газу. Розробляється з 1986 р. Видобуто 23,8 тис. т нафти та 9,3 млн. м³ газу (19,6 і 17,3% початкових запасів нафти і газу). Запаси початкові видобувні категорій А+В+С1 — 122 тис.т нафти; розчиненого газу 52,5 млн. м³. Густина дегазованої нафти 804 кг/м³. 